# یواس‌اس استریبلینگ (دی‌دی-۸۶۷)
یواس‌اس استریبلینگ (دی‌دی-۸۶۷) (به انگلیسی: USS Stribling (DD-867)) یک کشتی بود که طول آن ۳۹۰ فوت ۶ اینچ (۱۱۹٫۰۲ متر) بود. این کشتی در سال ۱۹۴۵ ساخته شد.